# Ten Percent
Ten Percent är en TV-serie som hade premiär på Prime Video 2022. Det är en brittisk nyinspelning av den franska serien Ring min agent!

## Rollista i urval
| - Lydia Leonard – Rebecca Fox - Maggie Steed – Stella Hart - Jack Davenport – Jonathan Nightingale - Prasanna Puwanarajah – Dan Bala - Hiftu Quasem – Misha Virani - Fola Evans-Akingbola – Zoe Spencer | - Rebecca Humphries – Julia Fincham - Harry Trevaldwyn – Ollie Rogers - Edward Bluemel – Luke Nightingale - Natasha Little – Charlotte Nightingale - Tim McInnerny – Simon Gould - Chelsey Crisp – Kirsten Furst |

### Skådespelarna
Likt det franska originalet medverkar en eller flera kända skådespelare i varje avsnitt i rollen som sig själva.
- Avsnitt 1: Kelly Macdonald
- Avsnitt 2: Helena Bonham Carter och Olivia Williams
- Avsnitt 3: Dominic West
- Avsnitt 4: Emma Corrin och Himesh Patel
- Avsnitt 5: Phoebe Dynevor
- Avsnitt 6: David Oyelowo och Jessica Oyelowo
- Avsnitt 7: Clémence Poésy
- Avsnitt 8: David Harewood